# أم العمد (لبنان)
أم العمد أو العواميد، هو موقع أثري من العصر الهلنستي بالقرب من بلدة الناقورة في لبنان. اكتشفها الأوروبيون في سبعينيات القرن الثامن عشر، ونقب عنها في عام 1861. وهي واحدة من أكثر المواقع الأثرية التي نقب فيها لأنها في قلب المنطقة الفينيقية.

## وصف
تبلغ مساحة موقع أم العمد أكثر من ستة هكتارات. العديد من القطع الأثرية من الموقع محفوظة في متحف بيروت الوطني ومتحف اللوفر. يحتوي الموقع على معبدين، معبد ميلك عشتارت والمعبد الشرقي مع مصلى العرش، والتي يقدر أنها بنيت في الفترة ما بين 287 و 222 قبل الميلاد.
عثر على 23 لوحة عبادة فينيقية في الموقع، يعود تاريخها جميعًا إلى ما بين 100 إلى 400 قبل الميلاد.

## تاريخ

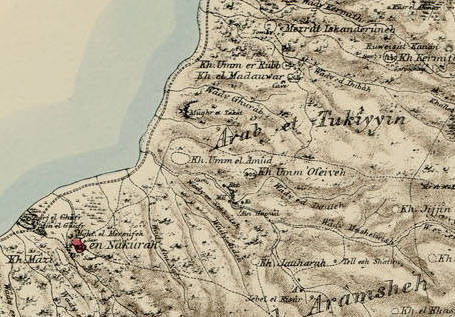
أم العمد على خريطة عام 1880

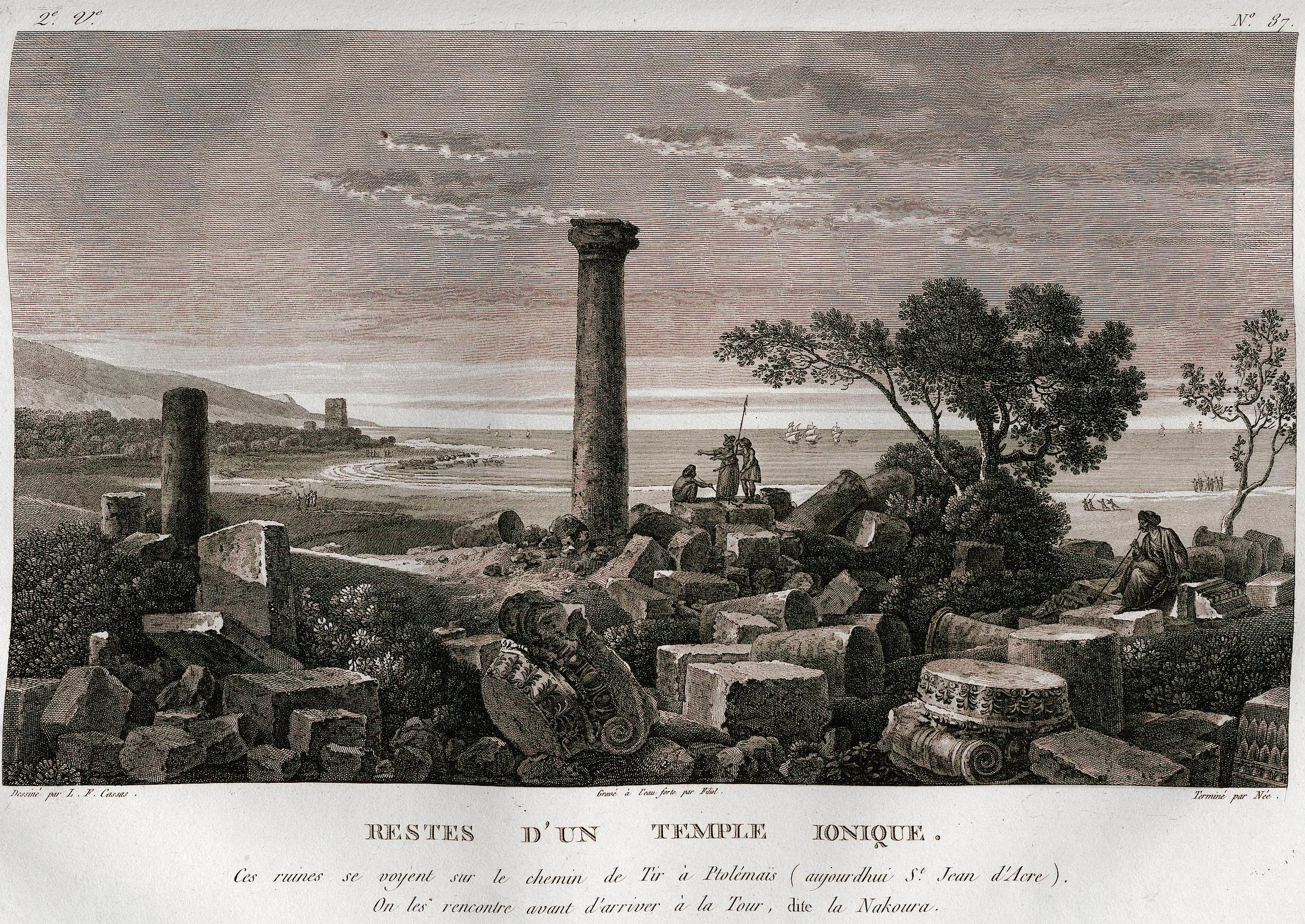
أطلال في ثمانينيات القرن الثامن عشر، بقلم لويس فرانسوا كاساس.

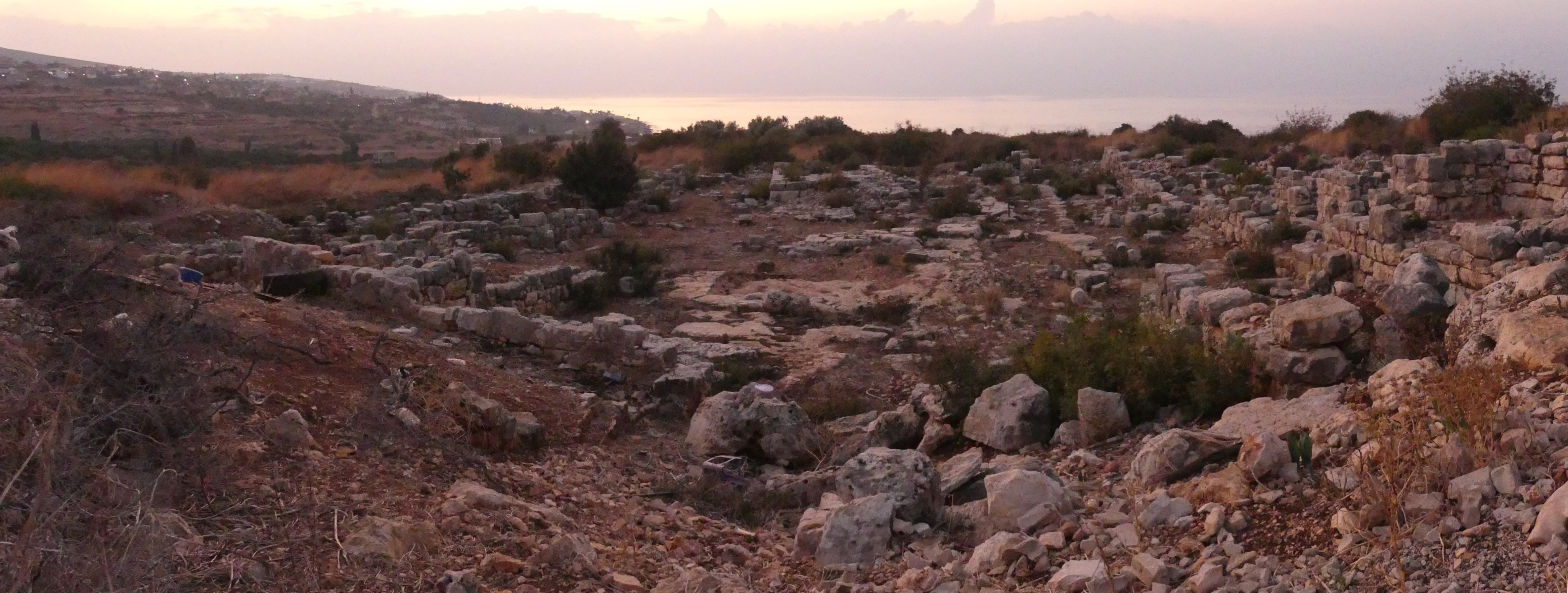
أطلال المعبد الشرقي (2019)

يبدو أن أم العمد بنيت في العصر الفارسي أو الهلنستي، اختلف بعض العلماء بذلك، ولم يكتشف أي مبنى من العصر الروماني. الاسم الأصلي للموقع غير مؤكد، ولكن ربما كان هامون ( Joshua 19:28 ) أو ألكسندروسكين.
تم تصوير أم العمد لأول مرة في العصر الحديث في ثمانينيات القرن الثامن عشر على يد لويس فرانسوا كاساس. واكتشف ملكيور دي فوجوي الموقع في عام 1853. ونقب في الموقع لأول مرة في عام 1861 من قبل إرنست رينان في مهمته دي فينيسيا. توقف عندما وجد أن البقايا لم تكن أقدم من العصر الهلنستي.
في عام 1881، وصفت هيئة المسح البريطانية لفلسطين الموقع بأنه "أطلال واسعة النطاق".
قام يوستاش دي لوري بالتنقيب في الموقع في عام 1921، لكنه لم ينشر سوى صور فوتوغرافية لأعماله. وقاد موريس دوناند أعمال التنقيب في الموقع بين عامي 1943 و1945.
قال علي بدوي، رئيس علماء الآثار في جنوب لبنان في المديرية العامة للآثار في وزارة الثقافة منذ فترة طويلة:
هناك بقايا المدينة المعروفة بأم العمد والتي يعود تاريخها إلى القرن الثاني قبل الميلاد إن لم يكن قبل ذلك. وكانت المدينة مركزاً دينياً لعبادة فينيقية، وخاصة عبادة الإله الفينيقي بعل آمون، الذي تعيش ذكراه في وادي مجاور يعرف بوادي آمول (وادي هامول). ولا يزال الموقع يحتوي على بقايا معبدين مهمين، بالإضافة إلى مباني أخرى، يعود تاريخها إلى القرن الثاني والثالث قبل الميلاد، ويمثل آخر الثقافة الفينيقية تحت حكم اليونانيين. واكتشفت عدة شواهد تحمل نقوشًا فينيقية في الموقع، بالإضافة إلى حجر مزولة مهم.

## معرض الصور

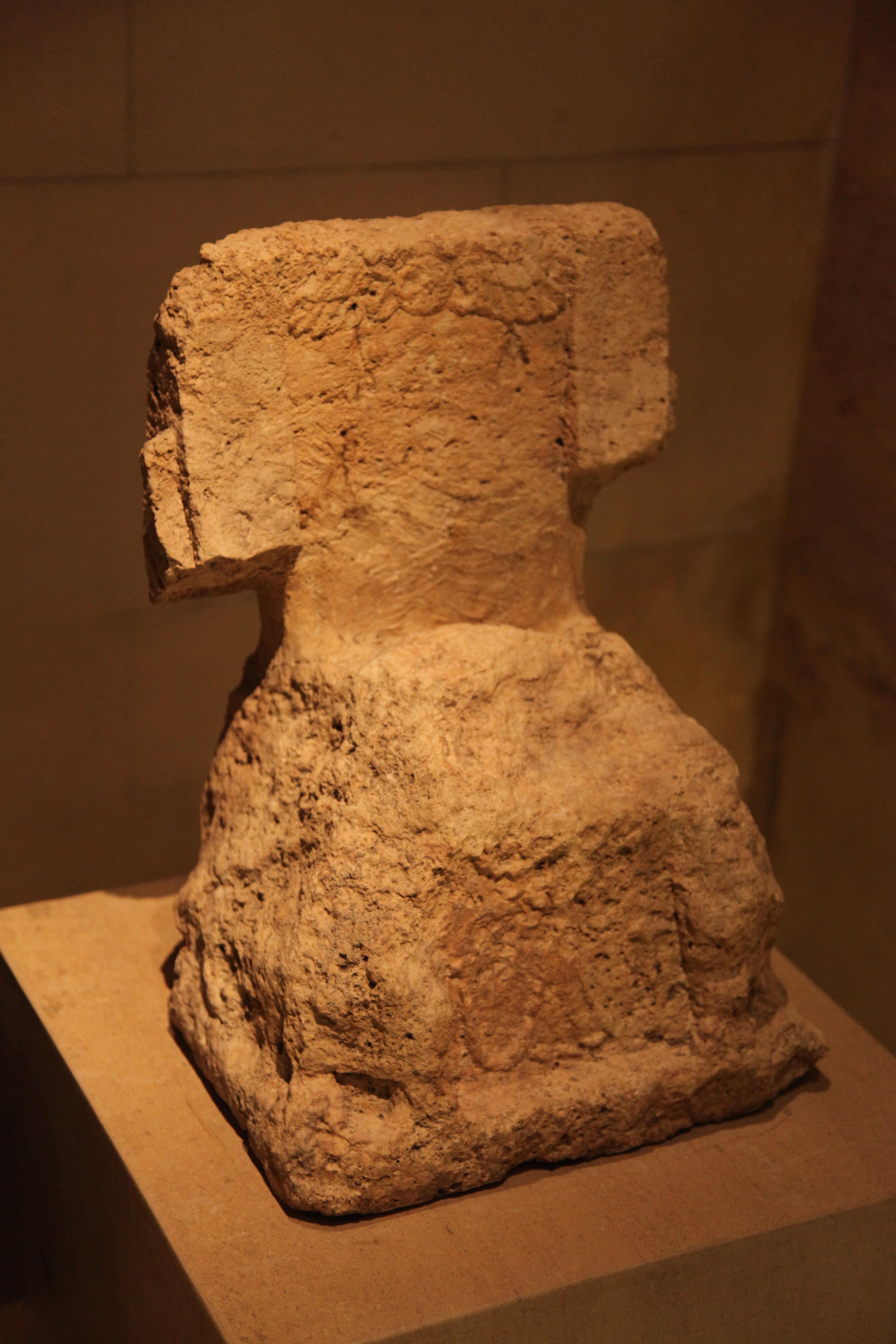
عرش أستارت في متحف اللوفر
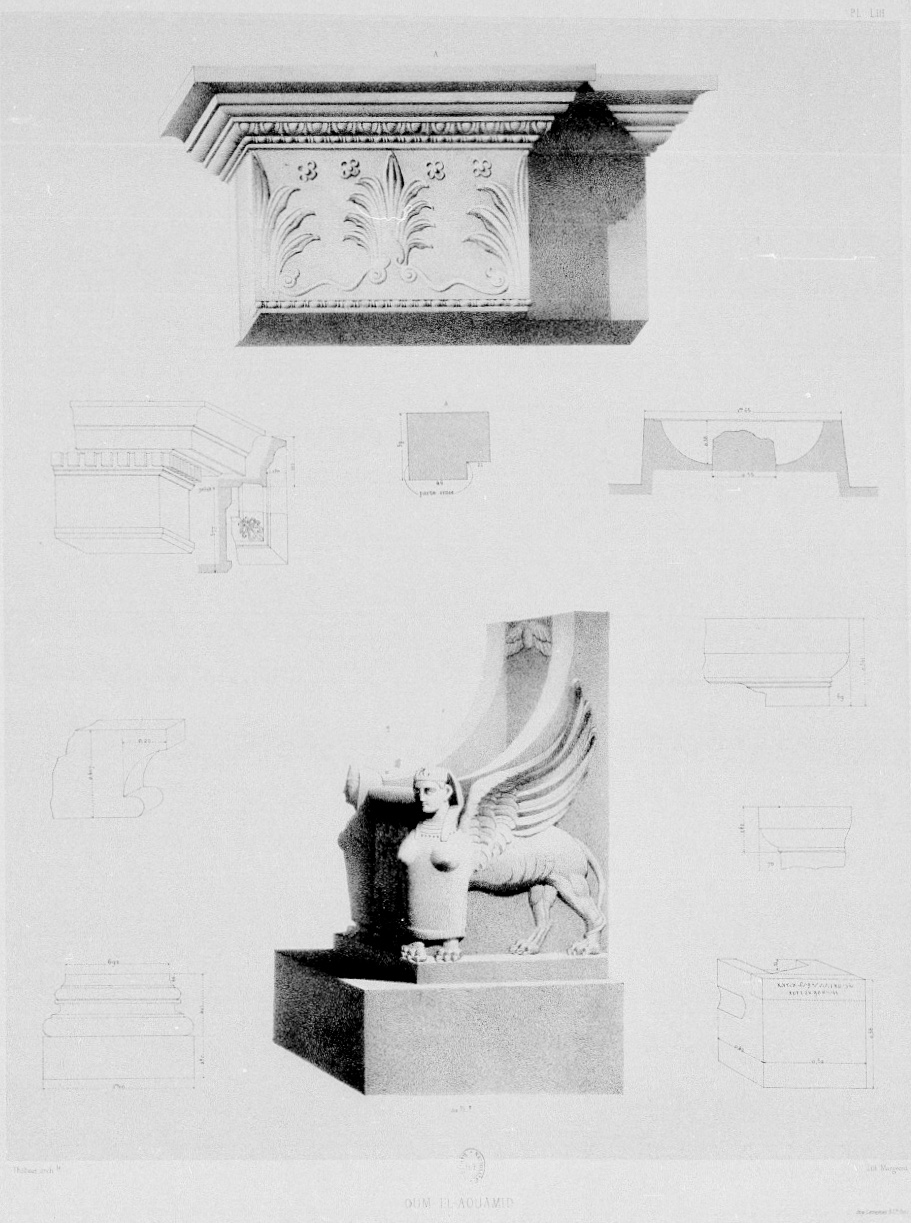
إعادة بناء عرش أستارت
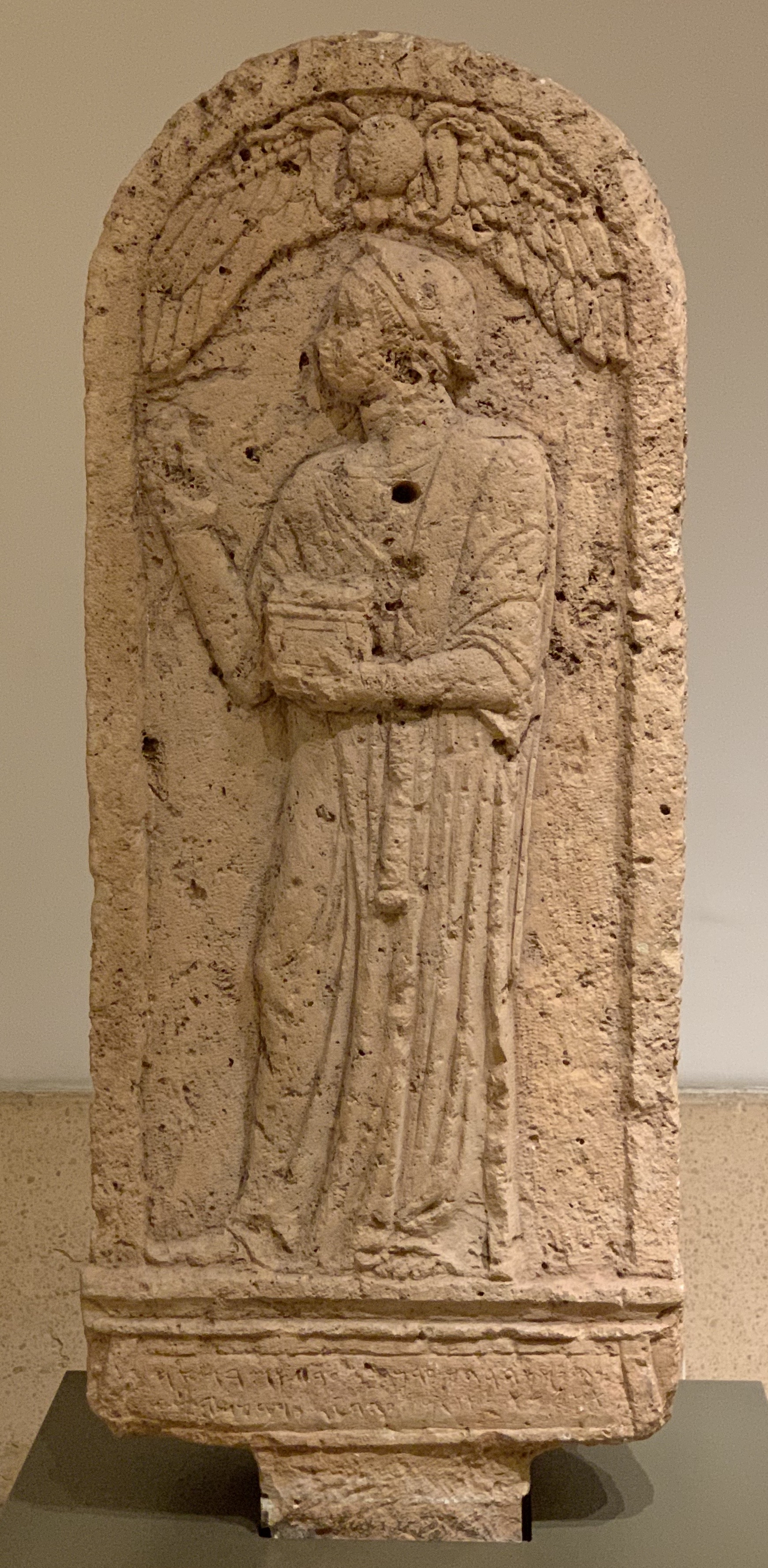
لوحة جنائزية مع نقش فينيقي في المتحف الوطني في بيروت.
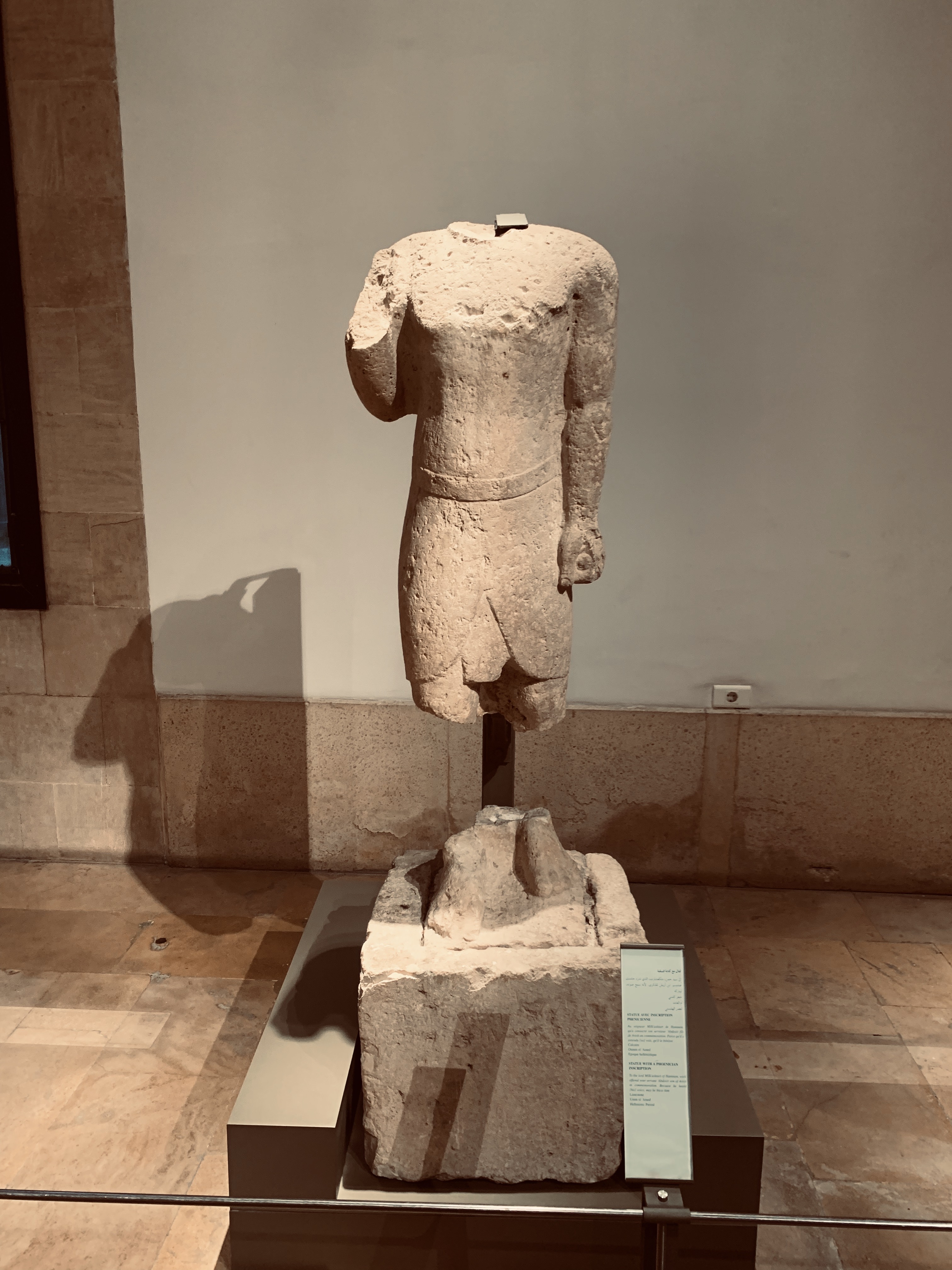
تمثال عليه نقش فينيقي في المتحف الوطني في بيروت
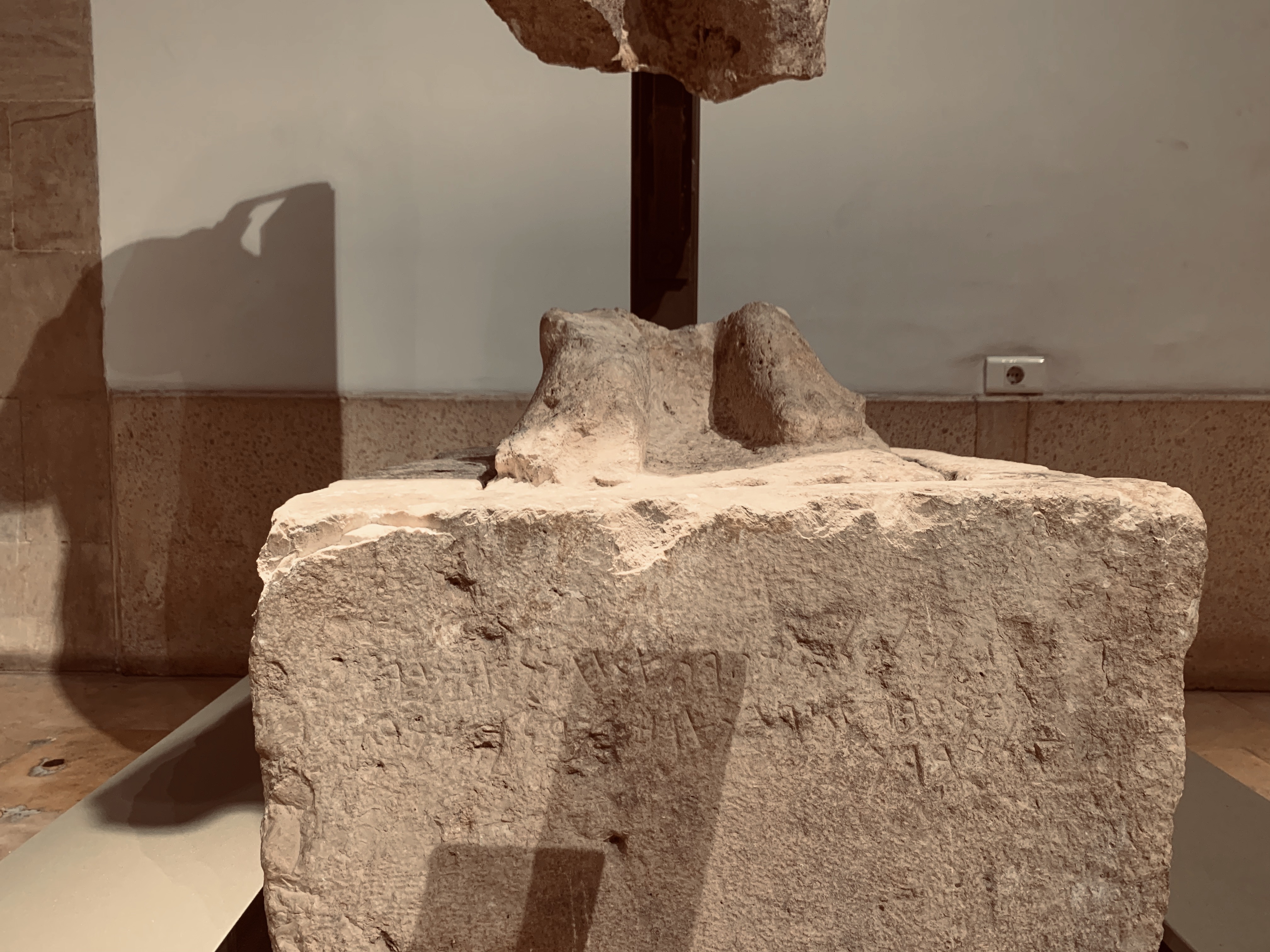
صورة مقربة للنقش
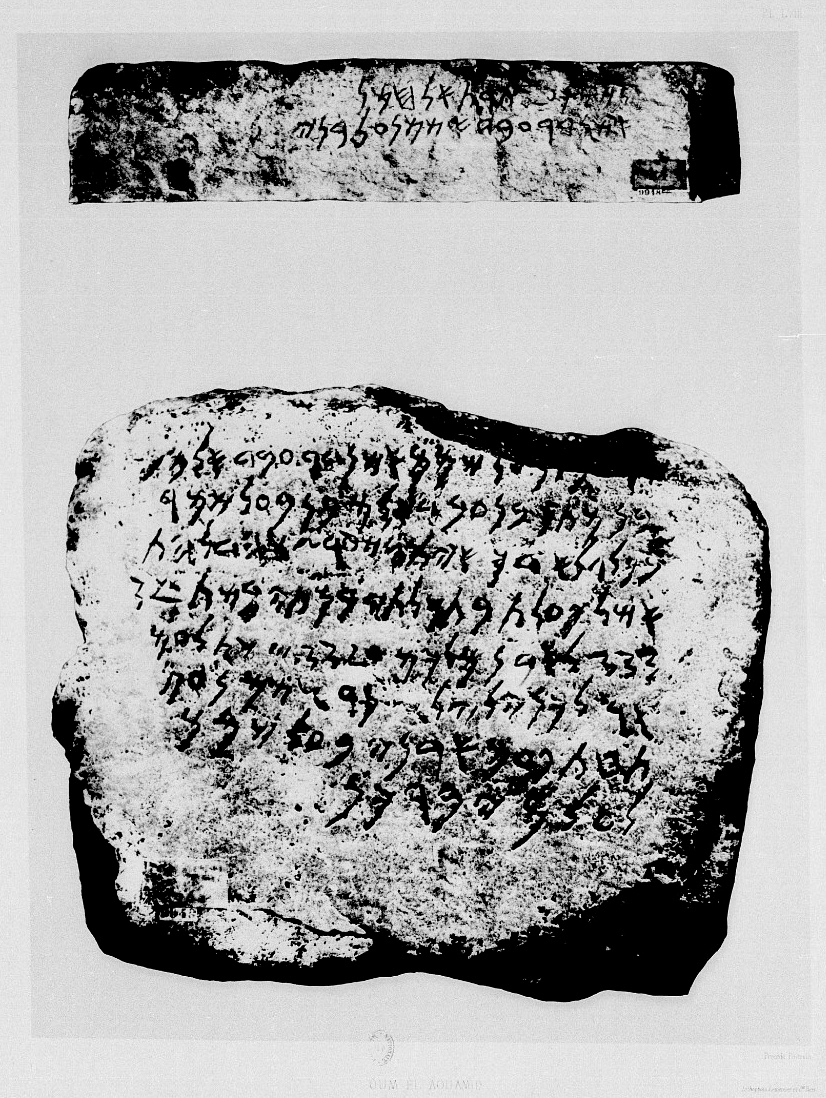
نقش بعل شميم
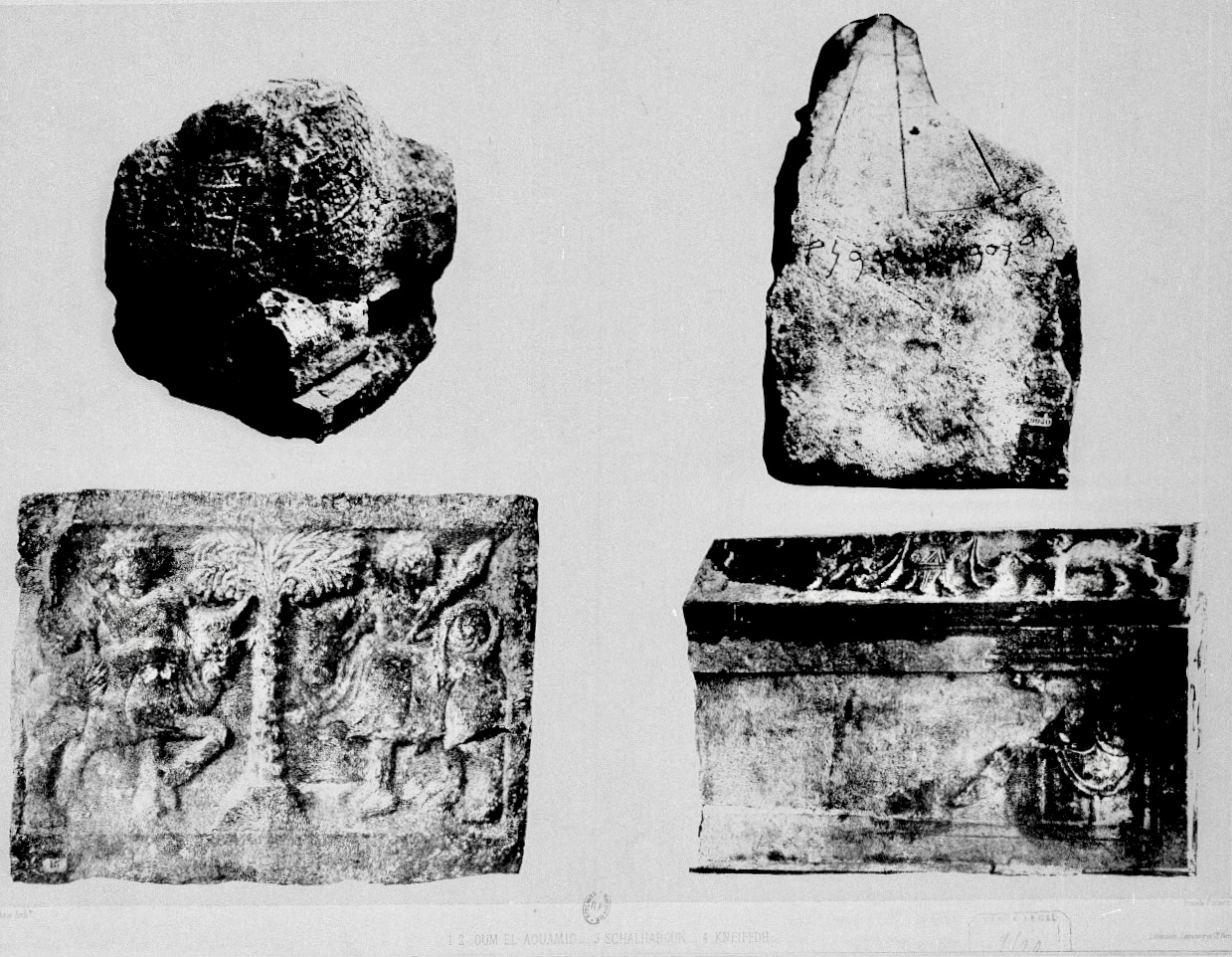
العديد من القطع الأثرية التي اكتشفها إرنست رينان
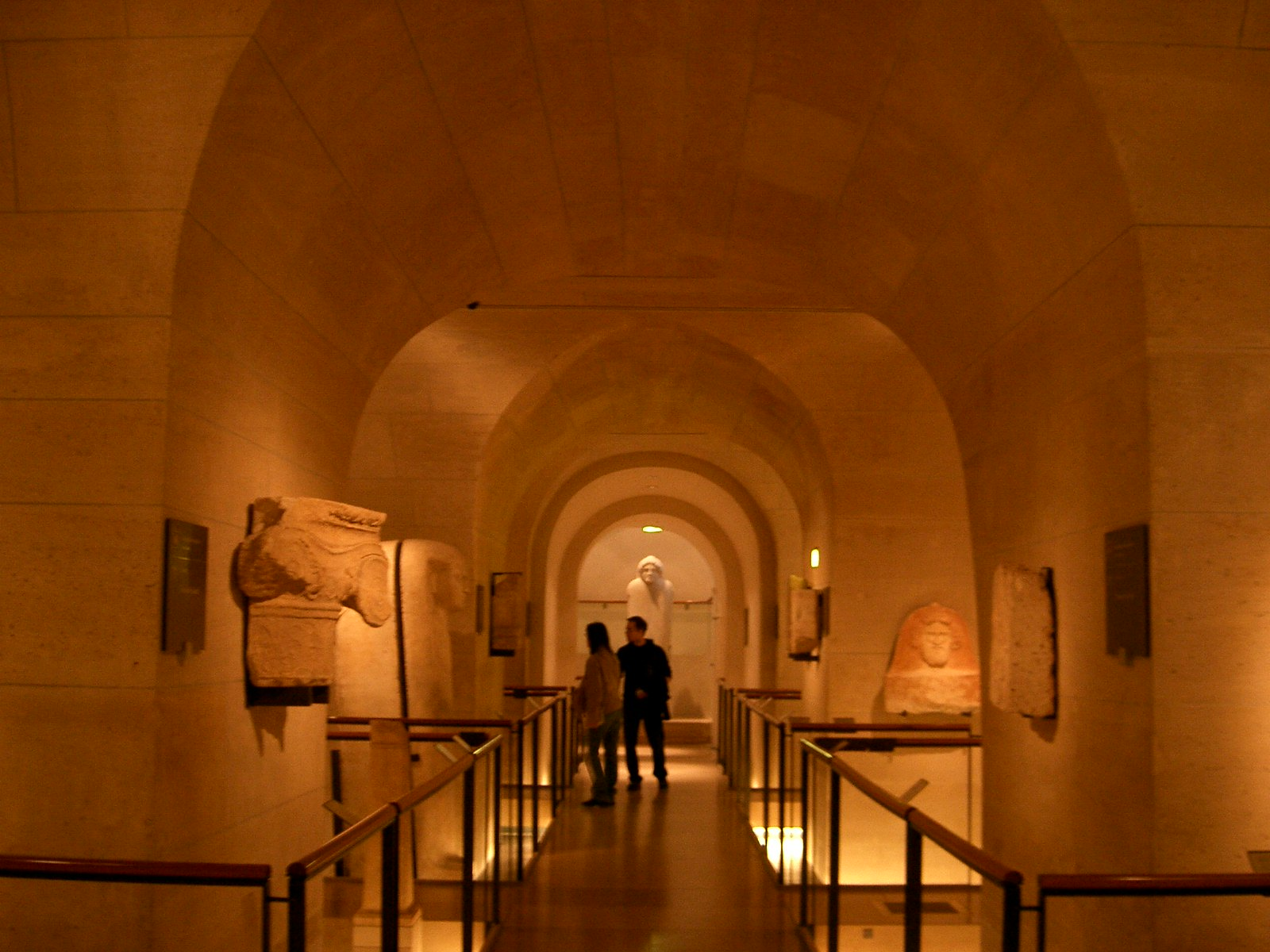
متحف اللوفر
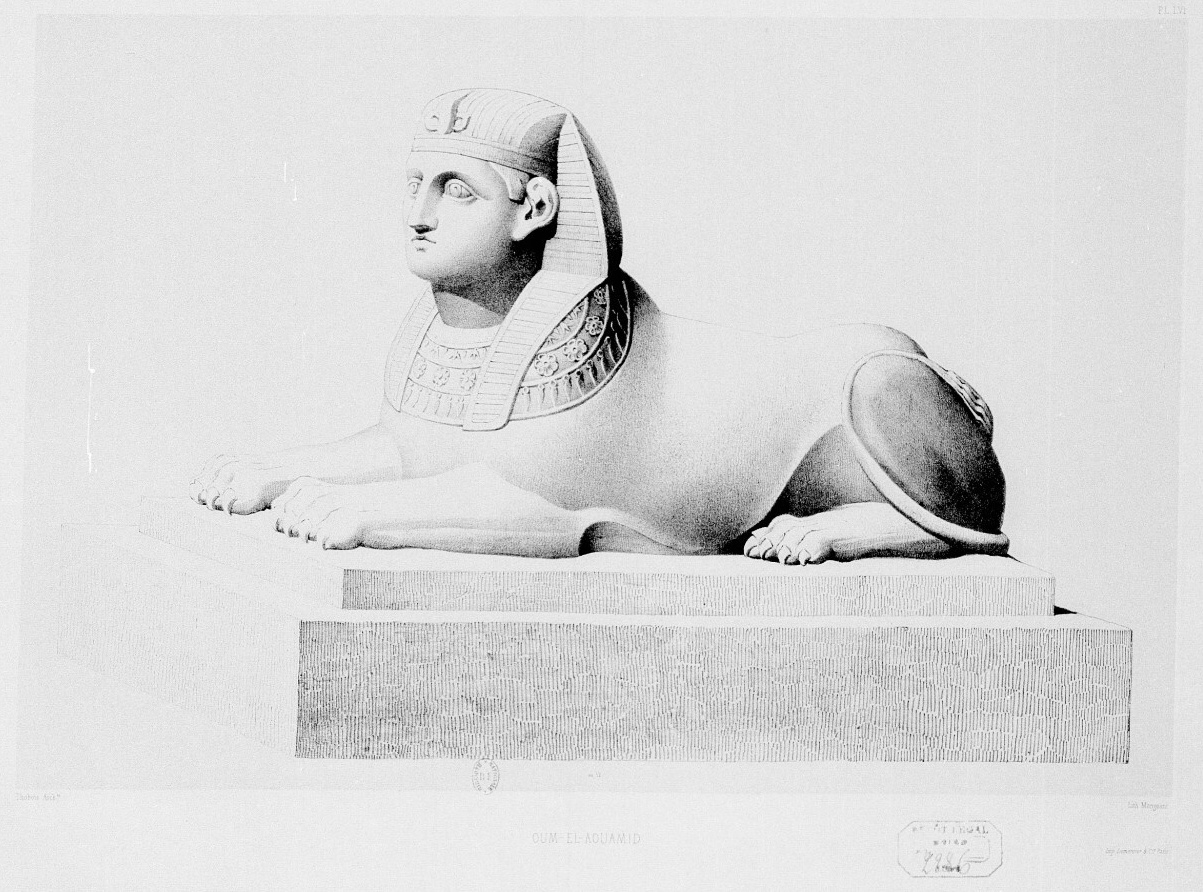
تمثال أبو الهول في أم العمد
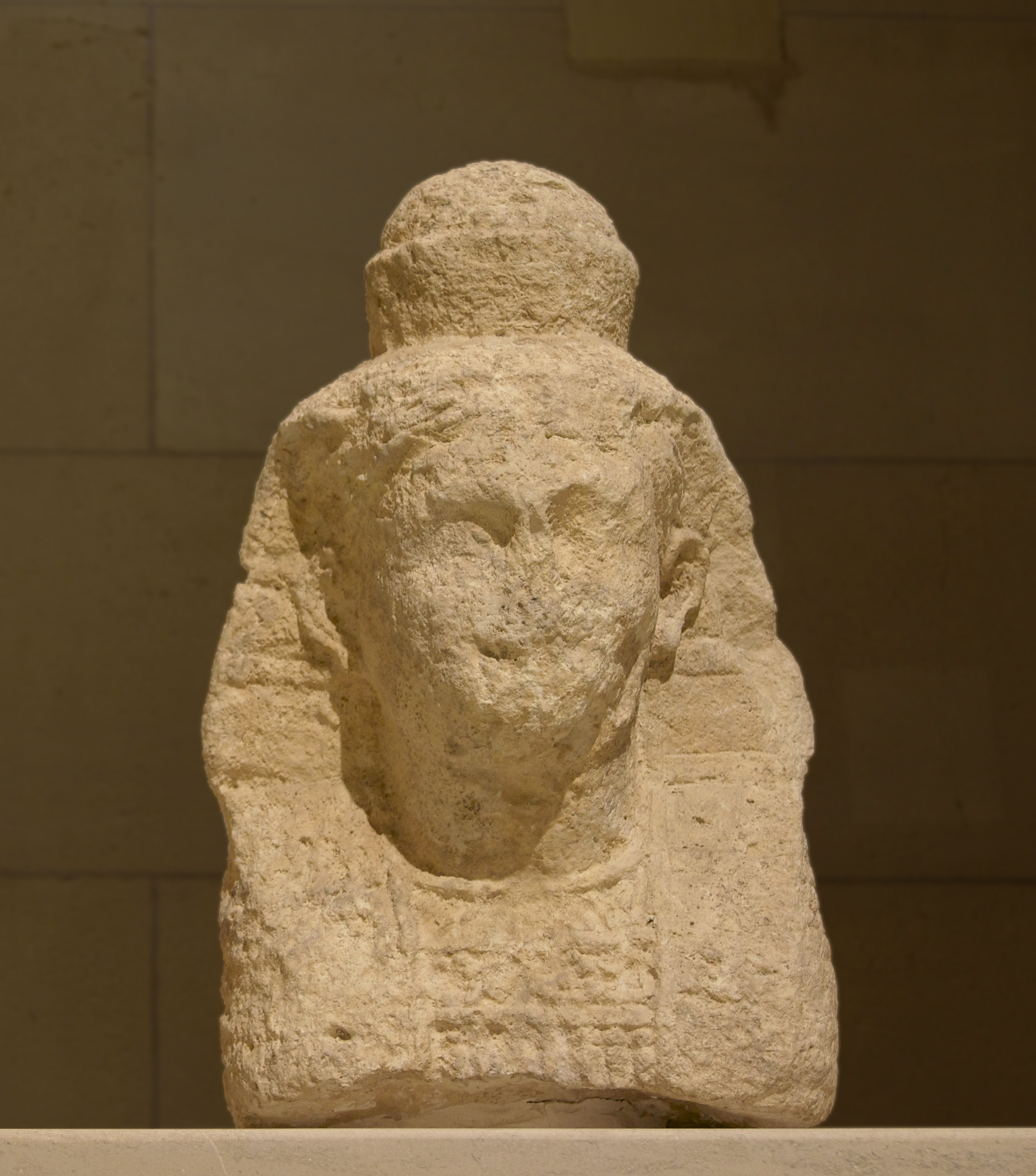
رأس أبو الهول من عرش أستارت
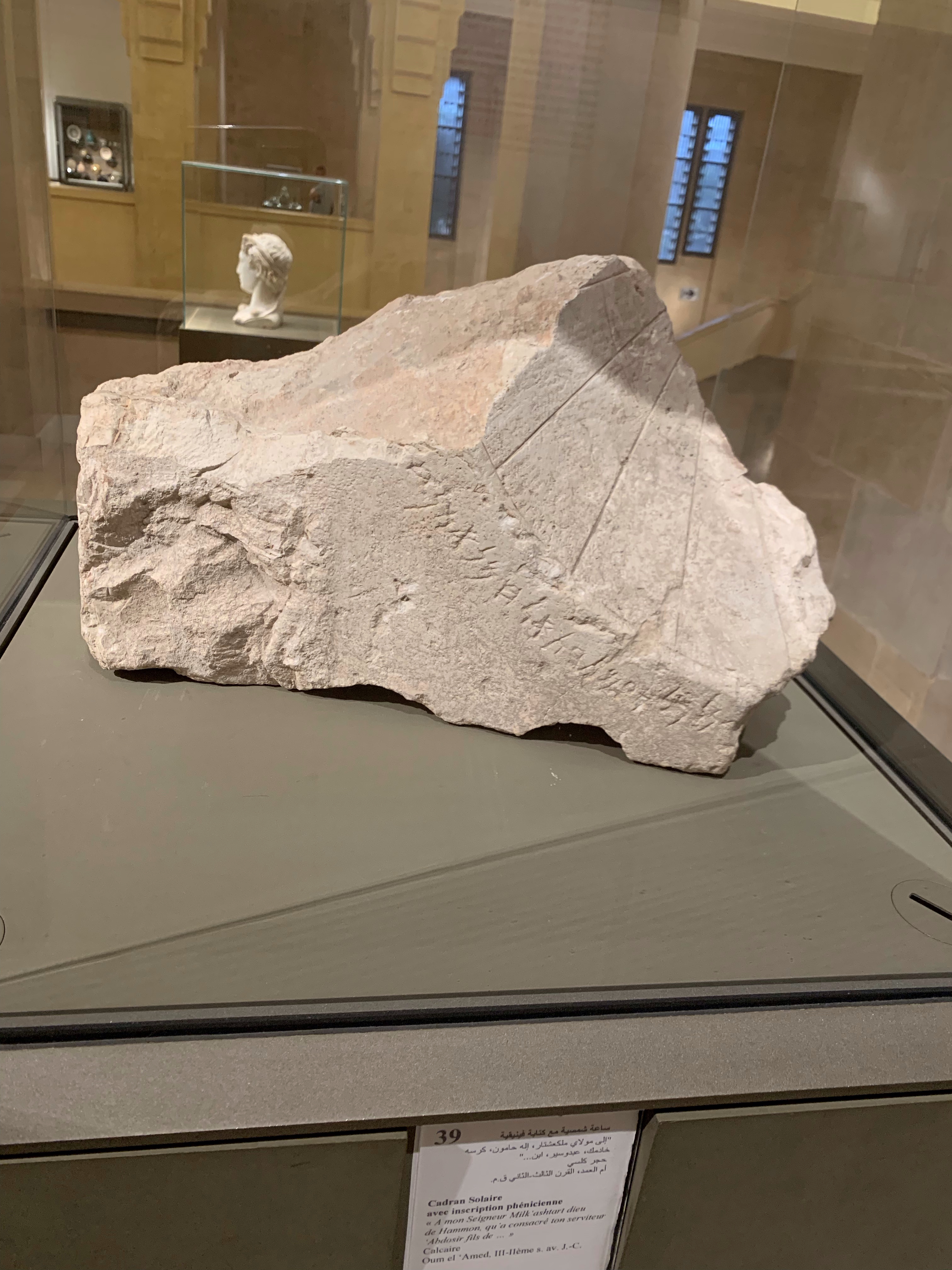
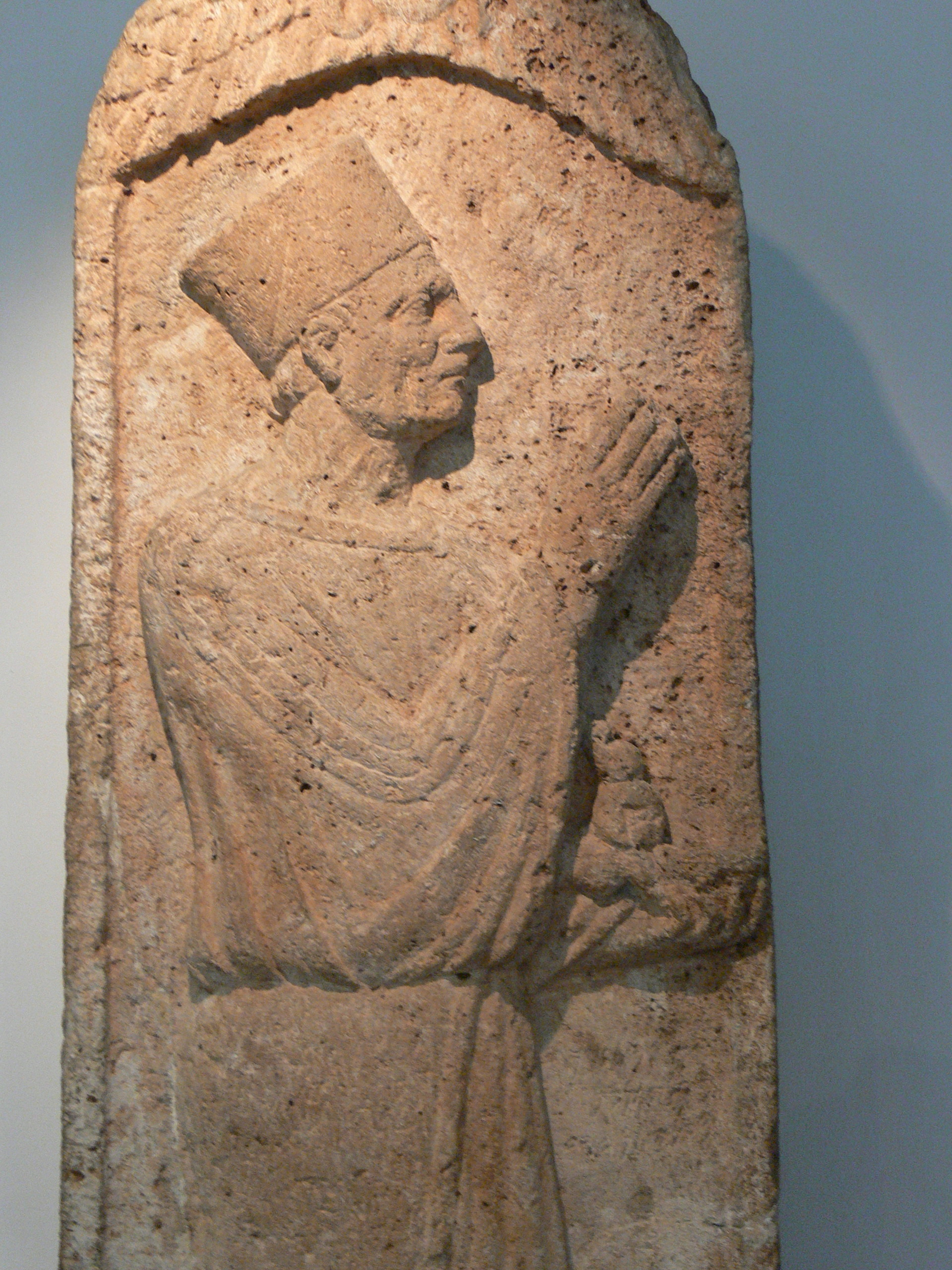
لوحة جنائزية.

## اقتباسات
1. 1 2  Mellink، Machteld J. (سبتمبر 1965). "Oumm el-'Amed, une ville de l'époque hellénistique aux échelles de Tyr by Maurice Dunand, Raymond Duru". Journal of Biblical Literature (review). ج. 84 ع. 3: 326–328. DOI:10.2307/3265046. JSTOR:3265046.
2. 1 2 3  The Phoenician's Route, LAU-Louis Cardahi Foundation نسخة محفوظة 2023-04-08 على موقع واي باك مشين.
3. ↑  Vella, 2000, pp. 34–35: "The monumental report dedicated to Oumm el-‘Amed is by far one of the most detailed accounts of an excavation in the Phoenician heartland. The site is well known in the general literature, with entries in all the recently published research aids on Phoenician history, and the reconstructions of the temples have served as benchmarks for the study of other sites."
4. ↑  Vella, 2000, p. 32
5. ↑  Michelau, 2014, pp. 77–95.
6. ↑  Vella, 2000, p.32
7. 1 2  Mellink، Machteld J. (سبتمبر 1965). "Oumm el-'Amed, une ville de l'époque hellénistique aux échelles de Tyr by Maurice Dunand, Raymond Duru". Journal of Biblical Literature (review). ج. 84 ع. 3: 326–328. DOI:10.2307/3265046. JSTOR:3265046.Mellink, Machteld J. (September 1965). "Oumm el-'Amed, une ville de l'époque hellénistique aux échelles de Tyr by Maurice Dunand, Raymond Duru". Journal of Biblical Literature (review). 84 (3): 326–328. doi:10.2307/3265046. JSTOR 3265046.
8. ↑  Vella, 2000, p. 31
9. ↑  Vella, 2000, p. 31: "Ernest Renan was there in 1861 but abandoned the excavations he undertook when he noted that the site was of Hellenistic date."
10. ↑  مسح جغرافيا فلسطين، Volume 1, Galilee, Kh. Umm el Amud, pp. 181–184
11. ↑  Vella, 2000, p.31
12. ↑  Eric M. Meyers؛ American Schools of Oriental Research (1997). "Maurice Dunand". The Oxford Encyclopedia of Archaeology in the Near East. Oxford University Press. ISBN:978-0-19-511216-0. مؤرشف من الأصل في 2022-10-24.
13. ↑  Badawi، Ali Khalil (2018). Tyre (ط. 4th). Beirut: Al-Athar Magazine. ص. 138–140.
14. ↑  Maximillien De Lafayette (2011). Phoenicia, Ur, and Carthage: Artifacts, Inscriptions, Slabs, Sites. Lulu.com. ص. 41. ISBN:978-1-257-83653-6. مؤرشف من الأصل في 2022-10-24.